# Hedwig Dohm
Pour les articles homonymes, voir Dohm.
Hedwig Dohm (née Marianne Adelaide Hedwig Schlesinger le 20 septembre 1831 à Berlin et morte le 1er juin 1919 dans cette même ville) est une écrivaine et féministe allemande. Elle est l'une des premières théoriciennes pour qui les comportements spécifiques au sexe viennent d'un arrière-plan culturel plutôt que d'une détermination biologique.

## Biographie
Née en 1831 à Berlin, Hedwig Dohm est la quatrième des dix-huit enfants de Gustav Adolph Gotthold Schlesinger, fabricant de tabac, et de son épouse Wilhelmine Henriette Jülich. Comme neuf de ses frères et sœurs, elle est née hors mariage car son grand-père paternel refusait le mariage de son fils et menaçait de le déshériter. Après la mort du grand-père en 1838, ses parents se marient. Le père, d'origine juive, s'est converti au protestantisme en 1817 et utilise en 1851 le nom de Schleh. À l'époque, les filles ont une éducation limitée, seuls les garçons peuvent continuer des études. Elle quitte l'école à 15 ans. Trois ans plus tard, elle entre dans un séminaire. En 1852, elle épouse Ernst Dohm, le rédacteur en chef du journal satirique Kladderadatsch, avec qui elle a eu cinq enfants de 1854 à 1860 : Hans (1854-1865), Gertrude Hedwig Anna (qui deviendra Hedwig Pringsheim), Ida Marie Elsbeth, Marie Pauline Adelheit et Eva (qui deviendra l'épouse de Max Klein et de Georg Bondi (de)). Hedwig Dohm est la grand-mère de Katia Mann, l'épouse de Thomas Mann.
Le couple Dohm fréquente le milieu intellectuel de Berlin. Elle écrit elle-même sa première publication en 1867. Dans la première moitié des années 1870, elle publie ses quatre premiers livres féministes, dans lesquels elle demande la pleine égalité juridique, sociale et économique entre les hommes et les femmes. Elle est même l'une des premières personnes à demander le droit de vote des femmes. Ces essais la rendent célèbre et suscitent la controverse, elle est critiquée par les conservateurs mais aussi par les autres féministes qui lui reprochent son radicalisme. Ces femmes de la classe moyenne exigent simplement une meilleure éducation pour les filles et les femmes. À la fin de cette décennie, elle publie plusieurs comédies qui sont represéntées au Schauspielhaus de Berlin.
En 1883, Ernst Dohm meurt d'une longue maladie. Après sa mort, Hedwig Dohm commence à écrire des histoires et des romans. À la fin des années 1880, le féminisme radical s'impose et elle refait des publications politiques dans les journaux et les magazines. Elle est également cofondatrice de plusieurs associations radicales. Elle rencontre Minna Cauer et à 74 ans, elle est membre de la séance inaugurale de l'Union pour la protection des mères et la réforme sexuelle (Deutscher Bund für Mutterschutz und Sexualreform (de)) menée par Helene Stöcker. Jusqu'à sa mort, elle prend position à travers de très nombreux écrits dans des débats sur la littérature et la politique.
Durant la Première Guerre mondiale, elle est l'une des rares personnes à critiquer le chauvinisme, le Hurra-Patriotismus (de). Elle ne publie que dans les revues pacifistes comme Die Aktion de Franz Pfemfert. Elle assiste à l'ouverture du droit de vote des femmes en Allemagne en 1918.
Elle meurt à Berlin en 1919.

## Œuvre
Hedwig Dohm est une leader d'opinion au début du féminisme. Elle exige la même éducation pour les filles que pour les garçons. Pour elle, l'indépendance économique doit permettre aux femmes d'échapper à la « prison du mariage » pour avoir une union consentie autant que l'homme. Elle demande par ailleurs le droit de vote des femmes.
En 1902, elle publie Die Antifeministen (Les antiféministes), un discours plein d'humour sur la peur du sexe féminin et les nombreuses contradictions exprimées par les opposants au féminisme pour ne pas donner de pouvoir aux femmes. Elle s'y oppose aux discours scientifiques contemporains qui dévalorisent les femmes, et en particulier à Paulus Julius Moebius, neurologue allemand, auteur en 1900 d'un ouvrage intitulé De la débilité mentale physiologique de la femme. En 1903, dans Die Mütter (Les mères), elle écrit qu'elle ne croit pas à l'instinct maternel, un sentiment qui est imposé aux femmes en l'absence d'autres possibilités de devenir. Elle propose d'ouvrir l'éducation à travers des institutions.

### Écrits politiques
- Was die Pastoren von den Frauen denken, 1872
  - Neuausgabe Was die Pastoren denken. Ala, Zürich 1986,  (ISBN 3-85509-027-0)
- Der Jesuitismus im Hausstande, 1873
  - Neuausgabe Falsche Madonnen. Jesuitismus im Hausstande von 1893. Ala, Zürich 1989,  (ISBN 3-85509-030-0)
- Die wissenschaftliche Emancipation der Frauen, 1874
  - Neuausgabe Emanzipation. Die wissenschaftliche Emancipation der Frauen. Der Text von 1874 (und weitere Schriften von und über Dohm bis 1919.) Ala, Zürich 1977,  (ISBN 3-85509-008-4) (Über den Universitäts-Zugang. Auch in Marlis Gerhardt, Hg.: Essays berühmter Frauen. Lou Andreas-Salomé; Hannah Arendt; Else Lasker-Schüler; Marieluise Fleißer; Ulrike Meinhof; Silvia Bovenschen (de) u. a. Insel, Frankfurt 1997  (ISBN 3458336419))
- Der Frauen Natur und Recht. Zur Frauenfrage. Zwei Abhandlungen über Eigenschaften und Stimmrecht der Frauen, 1876
  - Neuausgabe (Nachdruck): Ala, Zürich 1986,  (ISBN 3-85509-029-7)
- Die Antifeministen. Ein Buch der Verteidigung, 1902 Online en allemand
- Die Mütter. Ein Beitrag zur Erziehungsfrage, 1903
- Der Missbrauch des Todes, 1915

Außerdem verfasste Dohm fast 100 Artikel, Rezensionen, Gesellschaftsanalysen und -polemiken für Zeitungen und Zeitschriften.

### Autres écrits
- Werde, die du bist! et Wie Frauen werden. Deux nouvelles, 1894
  - Neuausgabe Wie Frauen werden: Zenodot, Berlin 2007,  (ISBN 3-86640-178-7)
- Sibilla Dalmar. 1896
- Schicksale einer Seele. 1899
- Christa Ruland, 1902
- Erinnerungen (mit Hedda Kosch). Ala, Zürich 1980,  (ISBN 3-85509-013-0)
  - Neuausgabe: Zenodot, 2007,  (ISBN 3-86640-126-4)
- Sommerlieben. Freiluftnovelle. Ebersbach, Berlin 2006,  (ISBN 3-938740-25-6)

### Publications en langue française
- Deviens celle que tu es, traduction par Marie-France de Palacio de "Werde, die du bist!" Wie Frauen werden, Éd. J. Corti, 2009[3].